# Xavier Tillman
Xavier Justis Tillman (Grand Rapids, 12 gennaio 1999) è un cestista statunitense.

## Carriera

### Gli inizi
Nella sua infanzia, Tillman ha giocato a baseball, calcio, football americano e basket, ma ha preferito questi ultimi due sport. Quando aveva 14 anni era alto 6 piedi e 5 pollici (1,96 m). Tillman ha giocato a basket nella Amateur Athletic Union (AAU) per il Grand Rapids Storm.

### High school
Nella sua stagione da matricola per la Forest Hills Central High School di Grand Rapids, Michigan, ha segnato una media di 13,8 punti, 7,0 rimbalzi e 4,2 stoppate a partita, guadagnandosi la menzione speciale dell'Associated Press Class A All-State.  Al secondo anno ha segnato una media di 15,5 punti e 9,7 rimbalzi a partita e ha portato la sua squadra alle semifinali regionali con un record di 23-1. È stato nominato Menzione speciale dell'Associated Press Class A All-State e alla prima squadra di Detroit Free Press Class A All-State.
Nell'estate del 2015, Tillman ha annunciato che stava progettando di trasferirsi alla Grand Rapids Christian High School di Grand Rapids, citando la mancanza di diversità culturale a Forest Hills Central e il suo desiderio di "rimettere a fuoco" accademicamente. La sua decisione ha scatenato una disputa legale tra i suoi genitori, perché suo padre ha sostenuto il suo trasferimento, mentre sua madre voleva che rimanesse a Forest Hills Central. Ad agosto, è stato autorizzato a trasferirsi ma non ha potuto giocare nel suo primo semestre a causa delle regole di trasferimento della Michigan High School Athletic Association (MHSAA), con un appello per la sua idoneità immediata negato. Nella sua stagione da junior con Grand Rapids Christian, Tillman ha segnato una media di 16 punti, 10,4 rimbalzi e 2,9 assist, tirando il 62% dal campo, per aiutare la sua squadra a vincere titoli di conferenza e distretto.  Ha guadagnato la distinzione All-State di seconda squadra di classe A di Detroit News.
Da senior ha ottenuto una media di 13,9 punti, 10,9 rimbalzi, 5,2 assist e 4,2 blocchi a partita, guidando la sua scuola verso un'apparizione in una partita del campionato di stato di classe A. È stato nominato finalista per il premio Mr. Basketball of Michigan e ha raccolto i riconoscimenti della Associated Press Class A First-Team All-State.
Tillman era una recluta a quattro stelle di consenso ed è stato considerato dal sito di reclutamento 247Sports il miglior potenziale cliente del Michigan. Il 30 settembre 2016, si è impegnato verbalmente a giocare per il Michigan State contro Marquette e Purdue, dicendo: "Giocano nella migliore competizione, così come sono ragazzi fantastici. Ed è vicino a casa."

### College
Tillman ha fatto il suo debutto con Michigan State il 10 novembre 2017, registrando quattro punti e tre rimbalzi in una vittoria per 98-66 sul nord della Florida. Il 19 novembre ha segnato nove punti, cinque rimbalzi e tre stoppate in una vittoria per 93-71 su Stony Brook .  Tillman ha ottenuto i migliori 12 rimbalzi in carriera il 18 marzo 2018, in una sconfitta per 55-53 contro il Syracuse nel secondo round del torneo NCAA 2018. In 35 partite, ha segnato una media di 2,8 punti, 2,6 rimbalzi e 0,7 stoppate a partita. Tillman ha ricevuto il premio di giocatore più migliorato della sua squadra e ha condiviso il premio di giocatore non celebrato. Durante la sua prima stagione, ha perso peso significativo nel tentativo di migliorare il suo condizionamento. Tillman ha ridotto il suo peso da 276 libbre (125 kg) all'inizio del suo anno da matricola a meno di 250 libbre (113 kg) dalla sua seconda stagione.
Nella sua terza partita al secondo anno, ha collezionato la sua prima doppia-doppia, con 11 punti in carriera e 13 rimbalzi in una vittoria per 80-59 su Louisiana–Monroe. Il 21 gennaio 2019, Tillman ha registrato 10 punti e cinque blocchi migliori in carriera, il maggior numero di blocchi in una partita singola da un giocatore del Michigan State da Jaren Jackson Jr. nel febbraio 2018.  Ha pubblicato un record in carriera 19 punti e 10 rimbalzi il 20 febbraio, in una vittoria per 71-60 contro Rutgers .  Alla fine della stagione regolare, Tillman è stato nominato Big Ten Conference Sixth Player of the Year.  Il 31 marzo, nell'Elite Eightround del torneo NCAA 2019, ha eguagliato il suo record in carriera con 19 punti e nove rimbalzi per aiutare la sua squadra a sconfiggere Duke, 68-67, prima testa di serie. Tillman ha protetto Zion Williamson , prima scelta assoluta nel draft NBA 2019 , per gran parte del gioco.
Tillman ha segnato 21 punti in carriera con 10 rimbalzi nella vittoria per 94-46 contro il Charleston Southern il 18 novembre 2019.  Aveva 20 punti, 11 rimbalzi e sei blocchi in carriera in 87– 69 vittorie sul Michigan il 5 gennaio 2020.  L'11 febbraio aveva 17 punti e 11 rimbalzi e ha fatto una schiacciata vincente con 6,6 secondi rimasti in una vittoria per 70-69 in Illinois. Il 3 marzo ha segnato 23 punti e ha avuto 15 rimbalzi in una vittoria per 79-71 contro Penn State. Alla fine della stagione regolare, Tillman è stato nominato nella seconda squadra All-Big Ten dagli allenatori e dai media ed è stato il Big Ten Defensive Player of the Year. Ha una media di 13,7 punti, 10,4 rimbalzi, 3,0 assist e 2,1 stoppate a partita da junior. Dopo la stagione Tillman ha dichiarato la sua eleggibilità per il Draft NBA 2020.

### NBA

#### Memphis Grizzlies (2020-)
Tillman è stato selezionato con la 35ª scelta nel secondo giro del Draft NBA 2020 dai Sacramento Kings. È stato ceduto poi ai Memphis Grizzlies.

## Statistiche

### NCAA
| Anno      | Squadra      | PG  | PT | MP   | TC%  | 3P%  | TL%  | RP   | AP  | PRP | SP  | PP   |
| --------- | ------------ | --- | -- | ---- | ---- | ---- | ---- | ---- | --- | --- | --- | ---- |
| 2017-2018 | MSU Spartans | 35  | 0  | 8,7  | 65,0 | -    | 65,6 | 2,6  | 0,3 | 0,3 | 0,7 | 2,8  |
| 2018-2019 | MSU Spartans | 39  | 14 | 24,0 | 60,5 | 29,6 | 73,2 | 7,3  | 1,6 | 0,9 | 1,7 | 10,0 |
| 2019-2020 | MSU Spartans | 31  | 31 | 32,1 | 55,0 | 26,0 | 66,7 | 10,3 | 3,0 | 1,2 | 2,1 | 13,7 |
| Carriera  | Carriera     | 105 | 45 | 21,3 | 58,2 | 27,3 | 69,5 | 6,6  | 1,6 | 0,8 | 1,5 | 8,7  |

#### Massimi in carriera
- Massimo di punti: 23 vs Pennsylvania State (3 marzo 2020)[1]
- Massimo di rimbalzi: 16 vs Minnesota (9 gennaio 2020)
- Massimo di assist: 6 (2 volte)
- Massimo di palle rubate: 3 (7 volte)
- Massimo di stoppate: 6 vs Michigan (5 gennaio 2020)
- Massimo di minuti giocati: 38 (2 volte)

### NBA

#### Regular Season
| Anno       | Squadra           | PG  | PT | MP   | TC%  | 3P%  | TL%  | RP  | AP  | PRP | SP  | PP  |
| ---------- | ----------------- | --- | -- | ---- | ---- | ---- | ---- | --- | --- | --- | --- | --- |
| 2020-2021  | Memphis Grizzlies | 59  | 12 | 18,4 | 55,9 | 33,8 | 64,2 | 4,3 | 1,3 | 0,7 | 0,6 | 6,6 |
| 2021-2022  | Memphis Grizzlies | 53  | 2  | 13,2 | 45,4 | 20,4 | 64,8 | 3,0 | 1,2 | 0,9 | 0,3 | 4,8 |
| 2022-2023  | Memphis Grizzlies | 61  | 29 | 19,3 | 61,4 | 26,7 | 55,1 | 5,0 | 1,6 | 1,0 | 0,5 | 7,0 |
| 2023-2024† | Memphis Grizzlies | 34  | 13 | 20,6 | 40,8 | 22,6 | 41,9 | 4,6 | 1,7 | 1,2 | 1,0 | 6,0 |
| 2023-2024† | Boston Celtics    | 20  | 2  | 13,7 | 51,5 | 28,6 | 57,1 | 2,7 | 1,0 | 0,5 | 0,5 | 4,0 |
| 2024-2025  | Boston Celtics    | 33  | 2  | 7,0  | 24,5 | 15,6 | 75,0 | 1,3 | 0,2 | 0,3 | 0,2 | 1,0 |
| Carriera   | Carriera          | 260 | 60 | 16,0 | 50,9 | 25,2 | 57,7 | 3,8 | 1,2 | 0,8 | 0,5 | 5,3 |

#### Play-off
| Anno     | Squadra           | PG | PT | MP   | TC%  | 3P%  | TL%  | RP  | AP  | PRP | SP  | PP  |
| -------- | ----------------- | -- | -- | ---- | ---- | ---- | ---- | --- | --- | --- | --- | --- |
| 2021     | Memphis Grizzlies | 3  | 0  | 5,9  | 20,0 | 0,0  | -    | 1,0 | 0,3 | 0,3 | 0,0 | 0,7 |
| 2022     | Memphis Grizzlies | 9  | 6  | 15,5 | 72,0 | 50,0 | 50,0 | 3,3 | 0,7 | 0,7 | 0,1 | 4,4 |
| 2023     | Memphis Grizzlies | 6  | 6  | 30,5 | 53,3 | 25,0 | 60,0 | 8,0 | 3,2 | 0,7 | 0,7 | 8,7 |
| 2024†    | Boston Celtics    | 8  | 0  | 8,6  | 62,5 | 100  | 100  | 1,8 | 0,4 | 0,4 | 0,4 | 1,5 |
| 2025     | Boston Celtics    | 1  | 0  | 8,0  | 25,0 | 0,0  | -    | 3,0 | 0,0 | 0,0 | 0,0 | 2,0 |
| Carriera | Carriera          | 27 | 12 | 15,4 | 56,3 | 30,0 | 58,3 | 3,6 | 1,1 | 0,5 | 0,3 | 4,0 |

#### Massimi in carriera
- Massimo di punti: 22 vs Los Angeles Lakers (19 aprile 2023)[2]
- Massimo di rimbalzi: 14 vs Denver Nuggets (19 aprile 2021)
- Massimo di assist: 7 vs Phoenix Suns (1º aprile 2022)
- Massimo di palle rubate: 6 vs New York Knicks (13 gennaio 2024)
- Massimo di stoppate: 5 vs New Orleans Pelicans (26 dicembre 2023)
- Massimo di minuti giocati: 42 vs Los Angeles Lakers (24 aprile 2023)

### G League
| Anno      | Squadra        | PG | PT | MP   | TC%  | 3P%  | TL%  | RP  | AP  | PRP | SP  | PP   |
| --------- | -------------- | -- | -- | ---- | ---- | ---- | ---- | --- | --- | --- | --- | ---- |
| 2022-2023 | Memphis Hustle | 5  | 5  | 30,8 | 50,7 | 14,3 | 70,0 | 9,0 | 4,0 | 1,6 | 1,0 | 17,8 |
| Carriera  | Carriera       | 5  | 5  | 30,8 | 50,7 | 14,3 | 70,0 | 9,0 | 4,0 | 1,6 | 1,0 | 17,8 |